# Monika Schnarre
Monika Schnarre (Scarborough, 27 maggio 1971) è un'attrice, modella e conduttrice televisiva canadese.

## Biografia
A 14 anni vinse il concorso di bellezza per modelle Ford Models Supermodel of the World, divenendo la modella più giovane a trionfare in tale concorso. Apparve sulla copertina di Vogue a 14 anni. Nel 1989 fu pubblicato il suo libro Monika: Between You and Me. Collezionò alcune apparizioni in Beautiful e Beverly Hills 90210 e fu coprotagonista in Waxwork 2 - Bentornati al museo delle cere. Studiò giornalismo alla University of California, Los Angeles ed è stata presentatrice di Celebrity RSVP, programma di notizie e intrattenimento canadese. Nel 2007 è diventata un'ambasciatrice volontaria per Habitat for Humanity Toronto.

## Filmografia
- Friday the 13th - serie TV, 2 episodio  	(1989-1990)
- Sweating Bullets - serie TV, 1 episodio   	(1991)
- DEA - serie TV, 1 episodio   	(1991)
- Designing Women - serie TV, 1 episodio   	(1991)
- The Death Merchant  	(1991)
- Waxwork 2 - Bentornati al museo delle cere  	(1992)
- Warlock - L'angelo dell'apocalisse  	(1993)
- Junior  	(1994)
- Beautiful - serie TV, 1 episodio  (1994)
- Killer  	(1994)
- Boogies Diner - serie TV, 1 episodio   	(1994)
- Fearless Tiger  	(1994)
- Beverly Hills 90210 - serie TV, 4 episodi	(1995-1996)
- Ed McBain's 87th Precinct: Ice - film TV  	(1996)
- Team Knight Rider - serie TV, 1 episodio   	(1997)
- Breaker High - serie TV, 1 episodio   	(1997)
- The Peacekeeper - Il pacificatore  	(1997)
- Dead Fire - film TV  	(1997)
- 2 poliziotti a Palm Beach - serie TV, 1 episodio  (1997)
- Sinbad - serie TV, 1 episodio   	(1997)
- Welcome to Paradox - serie TV, 1 episodio   	(1998)
- Sanctuary (1998)
- Dead Man's Gun - serie TV, 1 episodio  (1998)
- The New Addams Family - serie TV, 2 episodi  	(1998-1999)
- Night Man - serie TV, 2 episodio  	(1998-1999)
- First Wave - serie TV, 1 episodio   	(1999)
- Command & Conquer: Tiberian Sun (Video Game)	(1999)
- Total Recall 2070 - serie TV, 1 episodio   	(1999)
- Pianeta Terra: cronaca di un'invasione - serie TV, 1 episodio   	(1999)
- BeastMaster - serie TV, 29 episodi   	(1999-2002)
- Hollywood Off-Ramp - serie TV, 1 episodio	(2000)
- Code Name: Eternity - serie TV, 1 episodio   	(2000)
- Caroline in the City - serie TV, 1 episodio   	(2000)
- Snowbound  	(2001)
- Turbolence 3 (video)	(2001)
- Vegas, City of Dreams  	(2001)
- Andromeda - serie TV, 2 episodi   	(2001-2005)
- Just Cause - serie TV, 1 episodio   	(2002)
- The King of Queens - serie TV, 1 episodio   	(2003)
- Streghe (Charmed) - serie televisiva, 1 episodio   	(2003)
- Love on the Side  	(2004)
- Mutant X - serie TV, 1 episodio   	(2004)
- Underfunded - film TV  	2006)